# أرنشتاين (ساكسونيا أنهالت)
آرناشتاين زاكسن آنهالت (بالألمانية: Arnstein, Saxony-Anhalt) هي بلدة ألمانية تقع في ألمانيا في ساكسونيا أنهالت.  يقدر عدد سكانها بـ 6,067 نسمة .